# Rainer Kind
Rainer Kind (* 6. April 1943 in Thüringen) ist ein deutscher Geophysiker.
Kind wuchs in Erfurt auf und floh mit seinen Eltern nach dem Abitur und kurz vor dem Mauerbau in den Westen. Er studierte in Hamburg Geophysik und promovierte 1969. Nach einiger Zeit in Kalifornien beim United States Geological Survey, an der University of Washington und der Universität Karlsruhe war er am Seismologischen Zentralobservatorium in Erlangen beschäftigt. Seit 1992 forscht er am Geoforschungszentrum Potsdam, wo er von 1992 bis 2010 Leiter der Sektion Seismologie war. Seit 1994 war er Professor an der FU Berlin.
Er erforschte auch die Struktur des oberen Erdmantels mit seismischen Daten (Weiterentwicklung der Receiver-Functions-Methode). Damit wurde zum Beispiel die Tiefenstruktur unter Tibet untersucht, wobei sich Anzeichen für die Subduktion der eurasischen Platte fanden. In Zentraleuropa fanden sich Anzeichen für einen Plume unter der Eifel und eine nordwärts gerichtete Subduktions-Struktur an der Mantelgrenze unter den Alpen, die möglicherweise von der Tethys-Subduktion stammt. Ebenso untersuchte er mit Kollegen die Tiefenstruktur zum oberen Mantel in den Anden.
Kind entwickelte das nach dem katastrophalen Seebeben von 2004 in Indonesien installierte Tsunami-Frühwarnsystem GITEWS mit.
2002 wurde er zum Fellow der American Geophysical Union gewählt. 2012 wurde er Mitglied der Leibniz-Sozietät, 2014 erhielt er die Emil-Wiechert-Medaille.

## Schriften
- mit Xiaohui Yuan: Kollidierende Kontinente, Physik in unserer Zeit, Band 34, 2003, S. 213–217
- mit Steffen Grunewald, Michael Weber: The upper mantle under central Europe: Indications for the Eifel plume, Geophys. J. Int., Band 147, 2001, S. 590–601
- mit X. Yuan u. a.: Subduction and collision processes in the Central Andes constrained by converted seismic phases, Nature, Band 408, 2000, S. 958–961, Abstract
- mit G. L. Kosarev, N. V. Petersen: Receiver functions at the stations of the German Regional Seismic Network (GRSN), Geophys. J. Int., Band 121, 1995, S. 191–202
- mit X.Yuan, J. Saul u. a.: Seismic images of crust and upper mantle beneath Tibet: Evidence for Eurasian plate subduction, Science, Band 298, 2002, S. 1219–1221
- mit L. P. Vinnik: The upper mantle discontinuities underneath the GRF array from P-to-S-converted phases, Journal of Geophysics, Band 62, 1988, S. 138–147
- The reflectivity method for a buried source,  Journal of Geophysics, Band 44, 1978, S. 603–612.
- mit Jürgen Gossler: Seismic evidence for very deep roots of continents. Earth and Planetary Science Letters, Band 138,1996, S. 1–13
- mit Xiaohui Yuan, Prakash Kumar: Seismic receiver functions and the lithosphere-asthenosphere boundary, Tectonophysics, Band 536/537,2012, S. 25–43
- mit Xiaohui Yuan, Prakash Kumar u. a.: The rapid drift of the Indian tectonic plate, Nature, Band 449, 2007, 894